# Taleides

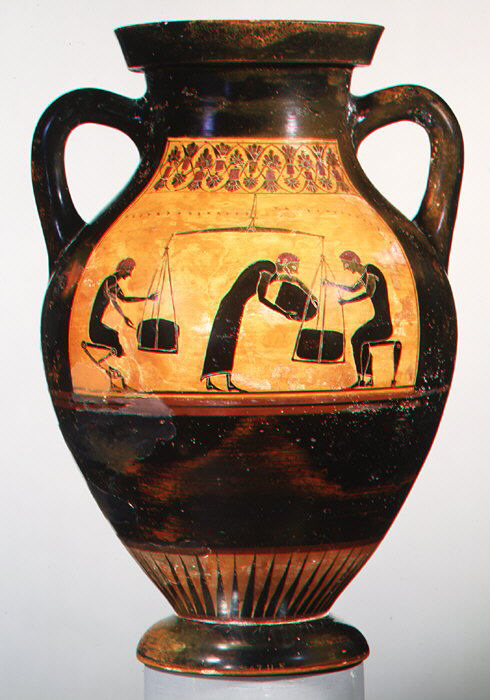
Vor 1801 in Agrigent ausgegrabene von Taleides signierte Bauchamphora mit der Darstellung eines Wiegevorganges; etwa 540–530 v. Chr.; Metropolitan Museum of Art 47.11.5

Taleides (altgriechisch Ταλείδης) war ein in der 2. Hälfte des 6. Jahrhunderts v. Chr. tätiger attischer Töpfer. Von ihm haben sich vorwiegend Kleinmeisterschalen erhalten. Er töpferte aber auch andere Vasenformen wie Amphoren, Oinochoen, Lekythen und eine Loutrophore. Seine Werke stehen dem Töpfer Amasis nahe, so dass man allgemein von einer Werkstattgemeinschaft ausgeht. Alle sein Vasen sind, soweit zuweisbar, von dem nach ihm benannten, namentlich unbekannten Taleides-Maler bemalt worden. Bis zu den 1831 von Eduard Gerhard veröffentlichten Studien zu den griechischen Vasen war Taleides der einzige bekannte Töpfer der griechischen Antike.

## Signierte Werke
- Athen, Akropolismuseum

Fragment einer Loutrophore
- Berlin, Antikensammlung

Kleinmeisterschale F 1762
Psykter-Oinochoe 31131
- Boston, Museum of Fine Arts

Oinochoe 10.210
- Brüssel, Sammlung J. L. Theodor

Randschale 29
- Chicago, Sammlung Speyer

Bandschale
- Leipzig, Antikenmuseum der Universität Leipzig

Kleinmeisterschale T 51
Fragmente einer Kleinmeisterschale
- New York, Metropolitan Museum of Art

Amphora 47.11.5
- Cambridge (MA), Harvard University, Arthur M. Sackler Museum (ehemals Sammlung Robinson)

Lekythos 1960.332
- Pythagorion (Samos), Depot der Ephorie

Pyxisfragmente
- St. Petersburg, Eremitage

Oninochoe 185
- Syrakus, Museo Archeologico Regionale Paolo Orsi

Fragment einer Kleinmeisterschale 7354 (nicht sicher Taleides-Maler)
- Tarent, Museo Archeologico Nazionale

Sianaschale 112570
- Vatikan, Museo Gregoriano Etrusco

Kleinmeisterschale Albizatti 321
Kleinmeisterschale 39546 (ehemals Sammlung Guglielmi)